# Rhamphichthyidae
Rhamphichthyidae é uma família de peixes da ordem Gymnotiformes. São conhecidos popularmente como "Peixes-faca-da-areia".

## Classificação
Família Rhamphichthyidae
- Gênero Gymnorhamphichthys Ellis in Eigenmann, 1912
  - Gymnorhamphichthys hypostomus Ellis in Eigenmann, 1912
  - Gymnorhamphichthys petiti Géry & Vu-Tân-Tuê, 1964
  - Gymnorhamphichthys rondoni (Miranda Ribeiro, 1920)
  - Gymnorhamphichthys rosamariae Schwassmann, 1989
- Gênero Iracema Triques, 1996
  - Iracema caiana Triques, 1996
- Gênero Rhamphichthys Müller & Troschel, 1849
  - Rhamphichthys apurensis (Fernández-Yépez, 1968)
  - Rhamphichthys atlanticus Triques, 1999
  - Rhamphichthys drepanium Triques, 1999
  - Rhamphichthys hahni (Meinken, 1937)
  - Rhamphichthys lineatus Castelnau, 1855
  - Rhamphichthys longior Triques, 1999
  - Rhamphichthys marmoratus Castelnau, 1855
  - Rhamphichthys rostratus (Linnaeus, 1766)
  - Rhamphichthys schomburgki Kaup, 1856

Gênero Gymnorhamphichthys Ellis in Eigenmann, 1912
Gymnorhamphichthys hypostomus Ellis in Eigenmann, 1912
Gymnorhamphichthys petiti Géry & Vu-Tân-Tuê, 1964
Gymnorhamphichthys rondoni (Miranda Ribeiro, 1920)
Gymnorhamphichthys rosamariae Schwassmann, 1989
Gênero Iracema Triques, 1996
Iracema caiana Triques, 1996
Gênero Rhamphichthys Müller & Troschel, 1849
Rhamphichthys apurensis (Fernández-Yépez, 1968)
Rhamphichthys atlanticus Triques, 1999
Rhamphichthys drepanium Triques, 1999
Rhamphichthys hahni (Meinken, 1937)
Rhamphichthys lineatus Castelnau, 1855
Rhamphichthys longior Triques, 1999
Rhamphichthys marmoratus Castelnau, 1855
Rhamphichthys rostratus (Linnaeus, 1766)
Rhamphichthys schomburgki Kaup, 1856